# Unidades de servicio activo

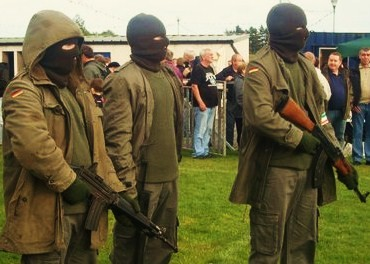
Unidad de servicio activo en una conmemoración por la huelga de hambre de 1981, como parte de una recreación histórica (2010). Las armas son una Beretta AR70, una MAC-10 (con silenciador) y un rifle AK-47.

El IRA Provisional (PIRA, «los provos») empezaba en los años 1970 a mejorar sus habilidades militares, y en aquel proceso introdujo una nueva estructura militar, las Active Service Units (castellano: Unidades de Servicio Activo; ASUs). Las ASU se conformaban en unidades de 5 a 8 miembros, entre los que estaban encargados de ataques armados. En 2002 quedaban en servicio solo 1000 militantes en el IRA Provisional; de ellos, 300 eran miembros de las ASU.

## Razón de la creación
La creación de las ASU tuvo lugar en 1977, cuando el IRA Provisional estaba dirigido por Martin McGuinness (y según algunas fuentes por el exlíder del Sinn Féin Gerry Adams), y decidió crear una estructura militar organizada dentro de la organización, para dificultar así la infiltración de la RUC, del MI5 y del Ejército británico. 

### Compañías y ASU
Hasta entonces existieron en el IRA Provisional batallones y brigadas. Tras la creación de las ASU, los batallones se disolvieron, y en su lugar las compañías se centraron en tareas como mantener una fuerza policial en áreas republicanas, adquirir información de inteligencia, y esconder los arsenales. El papel de las compañías entonces fue el de servir de ramas auxiliares a las ASU.
Las ASU perpetraron la mayoría de las acciones armadas del IRA Provisional desde 1977. El pequeño tamaño de cada ASU reducía la posibilidad de que uno de sus miembros fuese confidente o espía. A cada ASU le fue asignada un intendente, adscrito a la dirección del IRA Provisional y suministrando las armas de sus subordinados. Al final de los años 1980 una fuerza de unos 300 militantes armados voluntaba en los ASUs, y otros 450 cumplían roles auxiliares traseros.
A partir de la Brigada de South Armagh, todas las secciones regionales del IRA Provisional implantaron esta cadena de mando.